# Coupe des clubs champions européens 1970-1971
Navigation
Édition précédente Édition suivante
La Coupe des clubs champions européens 1970-1971 a vu la victoire de l'Ajax Amsterdam. La compétition s'est terminée le 2 juin 1971 par la finale au Wembley Stadium à Londres.
La règle venant d'être créée à l'été 1970, pour la première fois une qualification se décide aux tirs au but : Everton FC l'emporte face au Borussia Mönchengladbach 4 tirs à 3 en huitièmes de finale après deux matchs nuls 2-2. Cette règle sera appliquée à tous les tours.

## Tour préliminaire
| Équipe 1                 | Résultat | Équipe 2          | Aller | Retour |
| ------------------------ | -------- | ----------------- | ----- | ------ |
| DFS Levski-Spartak Sofia | 3 - 4    | FK Austria Vienne | 3 - 1 | 0 - 3  |

## Seizièmes de finale
| Équipe 1                   | Résultat | Équipe 2                          | Aller | Retour |
| -------------------------- | -------- | --------------------------------- | ----- | ------ |
| AS La Jeunesse d'Esch      | 1 - 7    | Panathinaïkos AO                  | 1 - 2 | 0 - 5  |
| TJ Slovan ChZJD Bratislava | 4 - 3    | BK 1903                           | 2 - 1 | 2 - 2  |
| Everton FC                 | 9 - 2    | KP Keflavík                       | 6 - 2 | 3 - 0  |
| EP Amol                    | 0 - 16   | Borussia VfL 1900 Mönchengladbach | 0 - 6 | 0 - 10 |
| Fenerbahçe SK              | 0 - 5    | FC Carl Zeiss Iéna                | 0 - 4 | 0 - 1  |
| SC Portugal                | 9 - 0    | Floriana FC                       | 5 - 0 | 4 - 0  |
| Újpest DSC                 | 2 - 4    | FK Étoile rouge                   | 2 - 0 | 0 - 4  |
| SC Feijenoord              | 1 - 1E   | UTA Arad                          | 1 - 1 | 0 - 0  |
| Club Atlético Madrid       | 4 - 1    | FK Austria Vienne                 | 2 - 0 | 2 - 1  |
| US Cagliari                | 3 - 1    | AS Saint-Étienne                  | 3 - 0 | 0 - 1  |
| IFK Göteborg               | 1 - 6    | CWKS Legia Varsovie               | 0 - 4 | 1 - 2  |
| Rosenborg BK               | 0 - 7    | R. Standard Club Liègeois         | 0 - 2 | 0 - 5  |
| Celtic FC                  | 14 - 0   | Kokkola PV                        | 9 - 0 | 5 - 0  |
| Glentoran FC               | 1 - 4    | Waterford AFC                     | 1 - 3 | 0 - 1  |
| FK Spartak Moscou          | 4 - 4E   | FC Bâle 1893                      | 3 - 2 | 1 - 2  |
| KS 17 Nëntori              | 2 - 4    | AFC Ajax                          | 2 - 2 | 0 - 2  |

## Huitièmes de finale
| Équipe 1                          | Résultat | Équipe 2                   | Aller | Retour               |
| --------------------------------- | -------- | -------------------------- | ----- | -------------------- |
| Panathinaïkos AO                  | 4 - 2    | TJ Slovan ChZJD Bratislava | 3 - 0 | 1 - 2                |
| Borussia VfL 1900 Mönchengladbach | 2 - 2    | Everton FC                 | 1 - 1 | 1 - 1 ap (3 - 4 tab) |
| FC Carl Zeiss Iéna                | 4 - 2    | SC Portugal                | 2 - 1 | 2 - 1                |
| FK Étoile rouge                   | 6 - 1    | UTA Arad                   | 3 - 0 | 3 - 1                |
| US Cagliari                       | 2 - 4    | Club Atlético Madrid       | 2 - 1 | 0 - 3                |
| R. Standard Club Liègeois         | 1 - 2    | CWKS Legia Varsovie        | 1 - 0 | 0 - 2                |
| Waterford AFC                     | 2 - 10   | Celtic FC                  | 0 - 7 | 2 - 3                |
| AFC Ajax                          | 5 - 1    | FC Bâle 1893               | 3 - 0 | 2 - 1                |

## Quarts de finale
| Équipe 1             | Résultat | Équipe 2            | Aller | Retour |
| -------------------- | -------- | ------------------- | ----- | ------ |
| Everton FC           | 1 - 1E   | Panathinaïkos AO    | 1 - 1 | 0 - 0  |
| FC Carl Zeiss Iéna   | 3 - 6    | FK Étoile rouge     | 3 - 2 | 0 - 4  |
| Club Atlético Madrid | 2 - 2E   | CWKS Legia Varsovie | 1 - 0 | 1 - 2  |
| AFC Ajax             | 3 - 1    | Celtic FC           | 3 - 0 | 0 - 1  |

## Demi-finales
| Équipe 1             | Résultat | Équipe 2         | Aller | Retour |
| -------------------- | -------- | ---------------- | ----- | ------ |
| FK Étoile rouge      | 4 - 4E   | Panathinaïkos AO | 4 - 1 | 0 - 3  |
| Club Atlético Madrid | 1 - 3    | AFC Ajax         | 1 - 0 | 0 - 3  |

,

## Finale
| Finale                       | AFC Ajax                         | 2 - 0   | Panathinaïkós AO |                                          |                                          |
| Mercredi 2 juin 1971 20 h 45 | Dick van Dijk 5e · Arie Haan 87e | (1 - 0) |                  | Stade de Wembley, Londres Vidéo du match | Stade de Wembley, Londres Vidéo du match |
| Mercredi 2 juin 1971 20 h 45 | Rapport                          |         |                  | Stade de Wembley, Londres Vidéo du match | Stade de Wembley, Londres Vidéo du match |